# Todd Pacific Shipyards

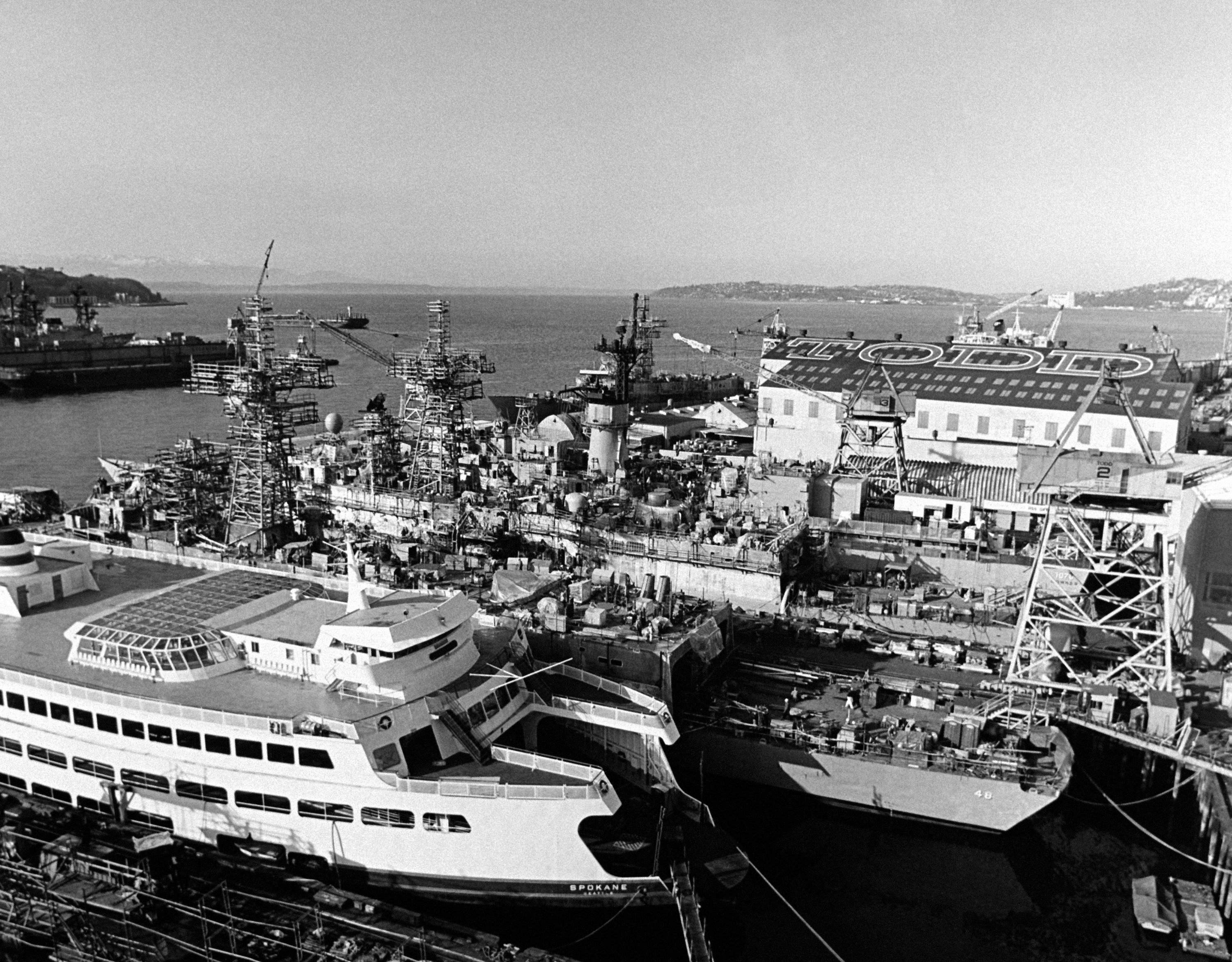

Todd Pacific Shipyards Co. — одна из крупнейших судостроительных корпораций США, основанная в 1916 под названием корпорации Уильяма Х. Тодда путём слияния компаний Robins Dry Dock & Repair Company of Erie Basin (Бруклин (Нью-Йорк), Tietjen & Long Dry Dock Company of Hoboken, New Jersey и Seattle Construction & Dry Dock Company.
На судостроительных заводах корпорации было построено значительное количество кораблей и судов разных классов для ВМС и Береговой охраны США, ВМС Австралии и ряда более мелких заказчиков.
Штаб-квартира корпорации расположена в Сиэтле, штат Вашингтон.
Акции корпорации котируются на Нью-Йоркской фондовой бирже под тикером TOD.

## Подразделения корпорации
- Подразделение Сиэтл, штат Вашингтон. (47°35′10″ с. ш. 122°21′25″ з. д.HGЯO)
- Подразделение Лос-Анджелес, (Сан Педро, штат Калифорния). Закрыто в 1989 г. после завершения строительства фрегатов типа «Оливер Хазард Перри». (33°45′11″ с. ш. 118°16′48″ з. д.HGЯO)
- Подразделение Сан-Франциско (Аламида, Калифорния). Закрыто. (37°47′ с. ш. 122°17′ з. д.HGЯO)

## Корабли и суда, построенные заводами корпорации
- Фрегаты типа «Нокс»
- Фрегаты типа «Оливер Хазард Перри»